# Абдусаламов, Заур Магомедович
Заур Магомедович Абдусаламов (1981, Махачкала, Дагестанская АССР, РСФСР, СССР) — российский тайбоксер, чемпион Европы, чемпион мира (класс «Б»).

## Спортивная карьера
Тайским боксом занимается с 2003 года. Является воспитанником махачкалинского СДЮСШОРВЕ и школы «Скорпион», занимался под руководством Анварбека Амиржанова. В январе 2005 года в Москве в профессиональном бою под эгидой Российской лиги муай-тай одолел белоруса Жуковского. В феврале 2005 года в Москве в профессиональном бою под эгидой Российской лиги муай-тай одолел белоруса Савостенко. В апреле 2006 года в Москве стал обладателем Кубка России среди любителей. В июле 2008 года в Польше стал чемпионом Европы. В августе 2008 года в Москве стал чемпионом России.

## Достижения
- Чемпионат мира по тайскому боксу 2006 (класс «Б») — ;
- Чемпионат Европы по тайскому боксу 2008 — ;
- Чемпионат России по тайскому боксу 2008 — ;

## Личная жизнь
В 1999 году окончил среднюю школу № 9 в Махачкала. В 2006 году окончил Дагестанский государственный педагогический университет, художественно-графический факультет.